# Tsjoelymen
De Tsjoelymen (Russisch: Чулымцы; Tsjoelyms: Чулымнар) zijn een klein Turks volk, woonachtig in Centraal-Siberië. In de Russische volkstelling van 2010 werden 355 Tsjoelymen geteld, terwijl er in de Russische volkstelling van 2002 nog 656 Tsjoelymen werden geregistreerd.

## Verspreiding

Verspreiding van de Tsjoelymen in het Federaal district Siberië in 2010.

De meeste Tsjoelymen wonen in de 21ste eeuw in het Tegoeldetsky rajon van Oblast Tomsk (totaal: 204 Tsjoelymen in 2010) en in het Tjoekhtetsky rajon van Oblast Krasnojarsk (totaal: 145 Tsjoelymen). 
Ze vormen significante minderheden in de dorpen Tegoeldet (250 van de 4.800 inwoners in 2002, oftewel 5%), Pasechnoje (115 personen in 2002) en Tsjindat.

## Taal
Volgens de telling van 2002 sprak 17,6% (113 mensen) van de Tsjoelymen hun eigen taal, het Tsjoelyms, als moedertaal, terwijl ze daarnaast ook het Russisch spraken. In heel Rusland werden in dat jaar 270 sprekers van het Tsjoelyms geregistreerd, voornamelijk gepensioneerden. 
In 2010 was het aantal sprekers van het Tsjoelyms gedaald tot 44 personen, oftewel 12,4% van de in de Russische Federatie woonachtige Tsjoelymen. 
Abazijnen ·
Abchaziërs ·
Achvachen ·
Adygeeërs ·
Aino ·
Aleoeten ·
Aljoetoren ·
Altaj (Oirot) ·
Andi ·
Armeniërs ·
Avaren ·
Azerbeidzjanen·
Balkaren ·
Baraba ·
Basjkieren ·
Bergjoden ·
Boerjaten ·
Chakassen ·
Chanten ·
Chinezen ·
Dargienen ·
Dolganen ·
Enetsen ·
Evenen ·
Evenken ·
Georgiërs ·
Grieken ·
Ingoesjen ·
Ingriërs ·
Itelmenen ·
Jakoeten ·
Joden ·
Joekagieren ·
Joepiken ·
Kabardijnen ·
Kalmukken ·
Kamtsjadalen ·
Karatsjajers ·
Kareliërs ·
Kazachen ·
Kereken ·
Ketten ·
Komi ·
Koreanen ·
Korjaken ·
Korjo-saram ·
Krim-Tataren ·
Lezgiërs ·
Mansen ·
Mari (Tsjeremissen) ·
Meschetische Turken ·
Mordwienen ·
Nanai ·
Negidalen ·
Nenetsen (Joeraken) ·
Nganasanen ·
Nivchen (Giljaken) ·
Nogai ·
Oedegen ·
Oedmoerten ·
Oekraïners ·
Oeltsjen ·
Oezbeken ·
Oroken ·
Orotsjen ·
Osseten ·
Polen ·
Pomoren ·
Rusland-Duitsers (inclusief Wolga-Duitsers) ·
Russen ·
Samen (Lappen) ·
Selkoepen ·
Sjoren ·
Sojoten ·
Tabassaranen ·
Perzen (Tadzjieken) ·
Taten ·
Teleoeten ·
Tofalaren ·
Tsachoeriërs (Caxur) ·
Tsjerkessen ·
Tsjetsjenen (Noxchi) ·
Tsjoektsjen ·
Tsjoelymen ·
Tsjoevanen ·
Tsjoevasjen ·
Turkmenen ·
Toevanen ·
Wepsen ·
Belarussen (Wit-Russen) ·
Wolga-Tataren ·
Woten